# 紫花龙胆
紫花龙胆（学名：Gentiana syringea）是龙胆科龙胆属的植物，为中国的特有植物。分布于中国大陆的甘肃、四川、青海等地，生长于海拔2,200米至3,900米的地区，多生长于河滩、草坡和高山草甸，目前尚未由人工引种栽培。